# Taylor Aerocar
Pour les articles homonymes, voir Aerocar.
L'Aerocar est un avion biplace américain convertible en véhicule automobile conçu et construit par Moulton B. Taylor en 1949.

## Le concept
Molt' Taylor, pilote de l’US Navy dans les années 1930, puis commercial pour Luscombe et Culver (en), réalisa peu avant le début de la Seconde Guerre mondiale un appareil économique de radionavigation. Rappelé par la Navy en 1941, il fut affecté à la Naval Aircraft Factory et développa divers engins sans pilote et missiles sol-sol, dont le Gorgon, et un planeur d’assaut amphibie. Il rencontra en 1946 dans le Delaware l’inventeur Robert E. Fulton (en) Jr, qui avait dessiné un aéroplane convertible en automobile, l’Airphibian (en). Taylor réalisa immédiatement que le principal défaut de l’Airphibian était la voilure démontable. De retour à Longview, Washington, il réalisa un véhicule automobile pouvant être transformé en avion en cinq minutes par une seule personne. Il suffisait de relever la plaque d’immatriculation arrière pour raccorder la transmission de l’hélice arrière, située en arrière des empennages en Y. Pour un trajet routier la voilure se repliait le long du fuselage qui se transformait en un ensemble remorquable derrière le véhicule. On pouvait ainsi se déplacer à 96 km/h sur route et jusqu’à 180 km/h dans les airs. Le premier vol du prototype [N31214] eut lieu le 8 décembre 1949.

## Développement
Le 29 août 1950 le prototype effectua un premier voyage aérien, volant de Salem, Oregon, à Longview. En avril 1951 l’Aerocar gagna Fort Bragg, en Caroline du Nord, pour évaluation par l’US Army. 14 pilotes militaires volèrent à bord, mais l’US Army s’intéressait alors principalement aux hélicoptères. L’avion fut ensuite présenté au Pentagone et à New York, puis à l’exposition Motorama de Los Angeles début novembre. 25 promesses d’achat furent rapidement engrangées pour un prix unitaire de 25 000 U$. Taylor s’engagea donc dans un processus de certification et lança la construction d’une cellule d’essais statiques et de 4 appareils de présérie. La certification d’aéronef civil 4A16 fut obtenue le 14 décembre 1956. Restait à trouver un partenaire industriel pour produire l’Aerocar. Après de longues recherches Moulton Taylor s’associa en 1961 avec un industriel texan, Roy Hyde de Fort Worth, Texas, pour créer à Longview Aerocar International. Aerocar International passa un accord avec Ling-Temco-Vought pour la production de série, sous réserve que l'on puisse garantir 500 commandes. Mais le nombre de commandes ne dépassa jamais 250 et les plans de production en série avortèrent. Décédé en 1995, Moulton B. Taylor passa le reste de sa vie à chercher comment produire en série son idée. Six exemplaires seulement furent construits : 5 Aerocar I et 1 Aerocar II. Le dernier appareil construit fut racheté par Molt Taylor et modifié en Aerocar III.

## Six exemplaires

### Aerocar I
- Aerocar I c/n 1 : Le premier Aerocar [N31214 puis N4994P] était peint en jaune avec des ailes argent. Vendu 10 000 U$ en 1952 à la firme BF Goodrich, il est aujourd’hui conservé à l’AirVenture Museum (en) d’Oshkosh.
- Aerocar I c/n 2 : Peint entièrement en rouge, le [N103D] a été porté sur le registre américain en 1956. Utilisé dans les meetings, il eût pour passager Raul Castro, le frère de Fidel Castro à l'occasion d'un vol de présentation qui se termina par un atterrissage de fortune. Utilisé dans les années 1960 par la station radio de Portland KISN pour surveiller le trafic routier, il devint en 1977 la propriété de collectionneurs de voitures de Grand Junction, Colorado, après avoir effectué son dernier vol. Il a été mis en vente en septembre 2006 pour 3,5 millions de dollars par Marilyn Felling.
- Aerocar I c/n 3 : Le [N101D] est devenu la propriété de Yellowstone Aviation Inc, dans le Wyoming.
- Aerocar I c/n 4 : Dernier Aerocar I construit le [N102D], peint en jaune et bleu, fut la propriété de l’acteur Bob Cummings, qui l’utilisa dans son show télévisé. Cet appareil est aujourd’hui propriété d’Ed Sweeney, et le seul Aerocar en état de vol. C’est aussi cet appareil qui a inspiré à Ed Sweeney l’Aerocar 2000.

### Aerocar II
- Aerocar II c/n 1 : Portant également la désignation Aerocar Aero-Plane, cet avion léger a effectué son premier vol en 1964. La voilure et la partie arrière du fuselage étaient identiques à celles de l’Aerocar I, mais le fuselage était entièrement redessiné, construit en fibre de verre et doté d’un train tricycle. L’Aerocar II n’étant pas convertible en véhicule automobile, le gain de poids obtenu en supprimant l’équipement routier permettait d’emporter 2 passagers supplémentaires. Cet appareil fut proposé à la vente pour 9 995 U$, mais 1 seul prototype [N107D] fut construit, conservé aujourd’hui à Colorado Springs par Ed Sweeney.

### Aerocar III
- Aerocar III c/n 1 : Peint en rouge avec ailes argent, un Aerocar I [N4345F] fut racheté à son propriétaire par Moulton B. Taylor après avoir été accidenté dans les années 1960, et modifié en Aerocar III : Le fuselage fut considérablement affiné et la corde d’aile agrandie, le moteur remplacé par un Lycoming plus puissant. Le constructeur automobile Ford s’intéressa un temps au projet, mais une fois encore aucune production de série ne sera réalisée. Devenu [N100D], l’unique Aerocar III est aujourd’hui exposé au Museum of Flight de Seattle.